# MasterChef
MasterChef é uma franquia televisiva de competição de culinária criada por Franc Roddam, que se originou com a versão do Reino Unido em julho de 1990. O formato foi re-lançado e atualizado pela BBC em fevereiro de 2005 pelos produtores executivos suíços Franc Roddam e John Silver e pelo produtor da série Karen Ross.
O formato do programa foi exportado em todo o mundo sob o mesmo logotipo MasterChef, e agora é produzido em mais de 40 países e vai ao ar em pelo menos 200 territórios.
O formato já apareceu em quatro versões principais: a série principal MasterChef; MasterChef: The Professionals para chefs profissionais; Celebrity MasterChef com celebridades bem conhecidas como concorrentes e Junior MasterChef, uma versão criada e adaptada para as crianças, que foi desenvolvido pela primeira vez em 1994 e também tem proliferado para outros países fora do Reino Unido nos últimos anos. Em 2012, a Austrália criou uma versão da franquia, chamada MasterChef All-Stars, para ex-concorrentes levantarem fundos para fundações da caridade. Em 2018, a Ucrânia criou uma nova versão, chamada MasterChef Teens, para competidores adolescentes. Em 2019, o Brasil criou o MasterChef Para Tudo, em referência a expressão recorrente "para tudo!" dita aos competidores pela apresentadora Ana Paula Padrão nas versões de competição do programa. Tal spin-off, contudo, não consiste em um jogo entre cozinheiros, mas sim em entrevistas com jurados e ex-participantes, reportagens, receitas, melhores momentos e conteúdos virais sobre a franquia MasterChef. Em 2024, a Austrália criou uma nova versão da franquia chamada MasterChef Dessert Masters, dedicado à competição entre confeiteiros.
O MasterChef Australia é a série de televisão mais assistida na Austrália, com a final da segunda temporada sendo o terceiro programa mais visto na história da televisão australiana. MasterChef Australia também venceu o prêmio de 'Melhor Programa Popular de Reality' no Logie Awards de 2010. Muitos outros países também transmitem a versão australiana, dublado ou com legendas na língua local.
O formato re-lançado é vendido internacionalmente pela companhia de produção, Shine Group.

## Versões internacionais
| País                        | Nome                                                          | Apresentador(es) | Jurados | Emissora                                                                 | Ano |
| --------------------------- | ------------------------------------------------------------- | --- | --- | ------------------------------------------------------------------------ | --- |
| África do Sul               | Masterchef South Africa                                       | Pete Goffe-Wood Andrew Atkinson Benny Masekwameng                                                                                                  | Pete Goffe-Wood Andrew Atkinson Benny Masekwameng                                                                                                   | Mnet                                                                     | 20 de março de 2012 – presente (1.ª Série) |
| Albânia                     | MasterChef                                                    | Arbana Osmani | Sokol Prenga Renato Mekolli Gezim Musliaga | Top Channel                                                              | 8 de março 2014 – 7 de junho 2014 (1.ª temporada) 15 de novembro de 2014 – 14 de fevereiro de 2015 (2.ª temporada) |
| Alemanha                    | Deutschlands Meisterkoch (MasterChef Germany)                 | Tim Raue Thomas Jaumann Nelson Müller | Tim Raue Thomas Jaumann Nelson Müller | Sat.1                                                                    | 27 de agosto – 16 de outubro de 2010 (1.ª temporada) |
| Arábia Saudita              | ماستر شيف العرب (MasterChef Elarab)                           | A ser lançado | A ser lançado | Saudi TV 1                                                               | 2013 |
| Argentina                   | MasterChef Argentina                                          | Mariano Peluffo | Christophe Krywonis Donato de Santis Germán Martitegui                                                                                              | Telefe                                                                   | 6 de abril de 2014 – 27 de julho de 2014 (1.ª temporada) 8 de abril de 2015 – presente (2ª Temporada) |
| Austrália                   | MasterChef Australia                                          | Sarah Wilson (1ª série) Gary Mehigan (2.ª série–) George Calombaris (2.ª série–)                                                                   | Gary Mehigan George Calombaris Matt Preston Donna Hay (jurada convidada, 2.ª temporada) Matt Moran (jurada convidada, 3.ª temporada)                | Network Ten                                                              | 27 de abril de 2009 – 19 de julho de 2009 (1.ª temporada) 19 de abril de 2010 – 25 de julho de 2010 (2.ª temporada) 1 de maio de 2011 – 7 de agosto de 2011 (3.ª temporada) 6 de maio de 2012 – 25 de julho de 2012 (4.ª temporada) 2 de junho de 2013 – 1 de setembro de 2013 (5.ª temporada) 5 de maio de 2014 – 28 de julho de 2014 (6.ª temporada) 5 de maio de 2015 – 27 de julho de 2015 (7.ª temporada) |
| Austrália                   | Celebrity MasterChef Australia                                | George Calombaris Gary Mehigan | Gary Mehigan George Calombaris Matt Preston | Network Ten                                                              | 30 de setembro de 2009 – 25 de novembro de 2009 |
| Austrália                   | MasterChef Australia All-Stars                                | George Calombaris Gary Mehigan | Gary Mehigan George Calombaris Matt Preston | Network Ten                                                              | 26 de julho de 2012 – 19 de agosto de 2012 |
| Bangladesh                  | MasterChef Bangladesh                                         | | | Delta Bay (produção)                                                     | |
| Bélgica (Holandês)          | MasterChef Belgium                                            | Dina Tersago (2010) Sem apresentador (2011–2012)                                                                                                   | Wout Bru (2010–2012) Stéphane Buyens (2010) Jean-Paul Perez (2011) Kenny Bernaerts (2012)                                                           | vtm                                                                      | 28 de junho – 29 de julho de 2010 (1.ª Temporada) 4 de julho – 18 de agosto de 2011 (2.ª temporada) 2 de julho – 23 de agosto 2012 (3.ª temporada) |
| Brasil                      | MasterChef                                                    | Ana Paula Padrão(2014-2024) | Érick Jacquin Helena Rizzo Henrique Fogaça Rodrigo Oliveira (2023) Paola Carosella (2014–2020)                                                      | Rede Bandeirantes                                                        | 2 de setembro – 16 de dezembro de 2014 (1.ª temporada) 19 de maio – 15 de setembro de 2015 (2.ª temporada) 15 de março – 23 de agosto de 2016 (3.ª temporada) 7 de março – 22 de agosto de 2017 (4.ª temporada) 6 de março – 31 de julho de 2018 (5.ª temporada) 24 de março – 25 de agosto de 2019 (6.ª temporada) 14 de julho – 29 de dezembro de 2020 (7.ª temporada) 6 de julho – 14 de dezembro de 2021 (8.ª temporada) 17 de maio – 6 de setembro de 2022 (9.ª temporada) 2 de maio – 12 de setembro de 2023 (10.ª temporada) 28 de maio – 12 de novembro de 2024 (11.ª temporada) |
| Brasil                      | MasterChef Júnior                                             | Ana Paula Padrão(2014-2024) | Érick Jacquin Helena Rizzo Henrique Fogaça Rodrigo Oliveira (2023) Paola Carosella (2014–2020)                                                      | Rede Bandeirantes                                                        | 20 de outubro – 15 de dezembro de 2015 (1.ª temporada) 20 de dezembro – 29 de dezembro de 2022 (2.ª temporada) |
| Brasil                      | MasterChef Profissionais                                      | Ana Paula Padrão(2014-2024) | Érick Jacquin Helena Rizzo Henrique Fogaça Rodrigo Oliveira (2023) Paola Carosella (2014–2020)                                                      | Rede Bandeirantes                                                        | 4 de outubro – 13 de dezembro de 2016 (1.ª temporada) 5 de setembro – 5 de dezembro de 2017 (2.ª temporada) 21 de agosto – 11 de dezembro de 2018 (3.ª temporada) 13 de setembro – 8 de novembro de 2022 (4.ª temporada) 19 de setembro – 14 de novembro de 2023 (5.ª temporada) |
| Brasil                      | MasterChef: A Revanche (MasterChef All-Stars)                 | Ana Paula Padrão(2014-2024) | Érick Jacquin Helena Rizzo Henrique Fogaça Rodrigo Oliveira (2023) Paola Carosella (2014–2020)                                                      | Rede Bandeirantes                                                        | 15 de outubro – 17 de dezembro de 2019 (1.ª temporada) |
| Brasil                      | MasterChef + (MasterChef Senior)                              | Ana Paula Padrão(2014-2024) | Érick Jacquin Helena Rizzo Henrique Fogaça Rodrigo Oliveira (2023) Paola Carosella (2014–2020)                                                      | Rede Bandeirantes                                                        | 15 de novembro – 13 de dezembro de 2022 (1.ª temporada) 21 de novembro – 26 de dezembro de 2023 (2.ª temporada) |
| Brasil                      | MasterChef Profissionais: Confeitaria                         | Ana Paula Padrão(2014-2024) | Érick Jacquin Helena Rizzo Henrique Fogaça Diego Lozano                                                                                             | Rede Bandeirantes                                                        | 19 de novembro – 19 de dezembro de 2024 (1.ª temporada) |
| Brasil                      | MasterChef Creators                                           | Diva Depressão | Érick Jacquin Helena Rizzo Henrique Fogaça | YouTube                                                                  | 6 – 20 de maio de 2025 |
| Brasil                      | MasterChef Celebridades                                       | — | Érick Jacquin Helena Rizzo Henrique Fogaça | Band                                                                     | 18 de novembro de 2025 |
| Bulgária                    | MasterChef България (MasterChef Bulgaria)                     | Andre Tokev Viktor Angelov Petar Mihalchev | Andre Tokev Viktor Angelov Petar Mihalchev | bTV                                                                      | 3 de março de 2015 |
| Canadá                      | Masterchef Canada                                             | Alvin Leung Claudio Aprile Micheal Bonacini | Alvin Leung Claudio Aprile Micheal Bonacini | CTV                                                                      | 20 de janeiro de 2014 – 28 de abril de 2014 (1.ª temporada) 1 de fevereiro de 2015 – 24 de maio de 2015 (2.ª temporada) |
| Chile                       | MasterChef Chile                                              | Diana Bolocco | Cristopher Carpentier Ennio Carota Yann Yvin | Canal 13                                                                 | 27 de outubro de 2014 – 1 de fevereiro de 2015 |
| China                       | 顶级厨师 (MasterChef China)                                   | Jonathan Lee Tsung-sheng (2012) Jereme Leung Ji-gang (2013) Cao Kefan (2012–13) Steven Liu I-fan (2012–13)                                         | Jonathan Lee Tsung-sheng (2012) Jereme Leung Ji-gang (2013) Cao Kefan (2012–13) Steven Liu I-fan (2012–13)                                          | Dragon TV                                                                | 29 de julho de 2012 – 2013 |
| Colômbia                    | MasterChef Colombia                                           | Claudia Bahamón | Paco Roncero (1.ª temporada) Cristopher Carpentier (2.ª temporada) Jorge Rausch Nicolás de Zubiría                                                  | RCN Televisión                                                           | 2015 (1.ª temporada) 2016 (2.ª temporada) |
| Colômbia                    | MasterChef Junior                                             | Claudia Bahamón | José Ramón Castillo Jorge Rausch Nicolás de Zubiría                                                                                                 | RCN Televisión                                                           | 2015 |
| Colômbia                    | MasterChef Celebrity                                          | Claudia Bahamón | Cristopher Carpentier Jorge Rausch Nicolás de Zubiría                                                                                               | RCN Televisión                                                           | 2018 2019 2021 (na gravação) |
| Coreia do Sul               | MasterChef Korea                                              | Kang Leo Kim So-hee Noh Hee-young | Kang Leo Kim So-hee Noh Hee-young | O'Live                                                                   | 27 de abril de 2012 – 20 de julho de 2012 (1.ª Temporada) de maio de 2013 (2.ª Temporada) |
| Croácia                     | MasterChef Hrvatska                                           | Mitchell Musso | Tomislav Gretić Mate Janković Radovan Marčić | Nova TV                                                                  | 21 de março de 2011 – 17 de junho de 2011 (1.ª temporada) |
| Dinamarca                   | Masterchef Denmark                                            | Thomas Herman Henrik-Yde-Andersen Anders Aagaard                                                                                                   | Thomas Herman Henrik-Yde-Andersen Anders Aagaard | TV3                                                                      | 5 de setembro de 2011 |
| Eslováquia                  | Masterchef Slovensko                                          | Daniela Peštová | Martin Korbelič Jiří Štift Radek Šubrt | Markíza                                                                  | 26 de agosto de 2012 – presente |
| Espanha                     | MasterChef                                                    | Eva González | Pepe Rodríguez Jordi Cruz Samantha Vallejo-Nágera                                                                                                   | La 1                                                                     | 10 de abril de 2013 – 2 de julho de 2013 (1.ª Temporada) 2014 (2.ª Temporada) |
| Estados Unidos              | MasterChef USA                                                | Gary Rhodes | Duas (variam) celebridades jurados por desafio | PBS                                                                      | 1 de abril – 24 de junho de 2000 (1.ª temporada) 7 de abril – 30 de junho de 2001 (2.ª temporada) |
| Estados Unidos              | MasterChef                                                    | Gordon Ramsay | Gordon Ramsay Christina Tosi Aarón Sanchez Joe Bastianich (2010–2014) Graham Elliot (2010–2015)                                                     | Fox                                                                      | 27 de julho de 2010 – 15 de setembro de 2010 (1.ª temporada) 6 de junho de 2011 – 16 de agosto de 2011 (2.ª temporada) 4 de junho de 2012 – 10 de setembro de 2012 (3.ª Temporada) 22 de maio de 2013 – 11 de setembro de 2013 (4.ª temporada) 26 de maio de 2014 – 15 de setembro de 2014 (5.ª temporada) 20 de maio de 2015 – 16 de setembro de 2015 (6.ª temporada) 1 de junho de 2016 – 14 de setembro de 2016 (7.ª temporada) 31 de maio de 2017 – 20 de setembro de 2017 (8.ª temporada) 30 de maio de 2018 – presente (9.ª temporada)                                             |
| Filipinas                   | MasterChef Pinoy Edition                                      | Judy Ann Santos-Agoncillo | Fern Aracama Rolando Laudico JP Anglo | ABS-CBN                                                                  | 12 de novembro de 2012 – presente |
| Finlândia                   | MasterChef Suomi                                              | Mikko Silvennoinen | Sikke Sumari Tom Björck Risto Mikkola | Nelonen                                                                  | 18 de janeiro de 2011 – presente |
| França                      | MasterChef                                                    | Carole Rousseau (1.ª – .3ª temporada) | Frédéric Anton Yves Camdeborde Sébastien Demorand Amandine Chaignot (4ª temporada)                                                                  | TF1                                                                      | 19 de agosto de 2010 – presente |
| Grécia                      | MasterChef Greece                                             | Eugenia Manolidou (1.ª temporada) Maria Synatsaki (2.ª temporada)                                                                                  | Yiannis Loukakos Lefteris Lazarou Dimitris Skarmoutsos                                                                                              | Mega Channel                                                             | 3 de outubro – 28 de dezembro de 2010 (1.ª temporada) 24 de dezembro de 2012 – 2013 (2.ª temporada) |
| Holanda                     | MasterChef                                                    | Renate Verbaan | Alain Caron Peter Lute | Net 5                                                                    | 26 de setembro de 2010 – presente |
| Hungria                     | Mesterszakács (MasterChef)                                    | Desconhecido | Gianni Annoni Bíró Lajos | Viasat3                                                                  | 26 de outubro de 2009 – presente |
| Índia                       | MasterChef India                                              | Akshay Kumar (also judges) Vikas Khanna (also judges for 2.ª temporada)                                                                            | Chef Sanjeev Kapoor Chef Kunal Kapoor | Star Plus                                                                | 16 de outubro – 25 de dezembro de 2010 (1.ª temporada) |
| Índia                       | Zaykebazon Ka Safar (sem competição)                          | Vikas Khanna Chef Ajay Chopra Chef Kunal Kapoor | — | Star Plus                                                                | 22 de outubro de 2011 – 1 de janeiro de 2012 (2.ª temporada) |
| Índia                       | Kitchen Ke Superstar                                          | Vikas Khanna Sanjeev Kapoor Chef Kunal Kapoor | Vikas Khanna Sanjeev Kapoor Chef Kunal Kapoor | Star Plus                                                                | 11 de março de 2013 – presente (3.ª temporada) |
| Índia                       | Kitchen Magic                                                 | Lakshmi Nair | TBC | Kairali TV                                                               | 22 de abril de 2013 – presente |
| Indonésia                   | MasterChef Indonesia                                          | — | Rinrin Marinka Degan Septoadji (2012-) Arnold Poernomo (2013-) Vindex Tengker (2011) Juna Rorimpandey (2011-2012)                                   | RCTI                                                                     | 1 de maio – 21 de agosto de 2011 (1.ª temporada) 8 de julho – 28 de outubro de 2012 (2.ª temporada) 5 de maio – 17 de agosto de 2013 (3.ª temporada) |
| Irlanda                     | Masterchef Ireland                                            | Lorraine Pilkington (narrador) | Dylan McGrath Nick Munier | RTÉ Two                                                                  | 8 de setembro – 13 de outubro de 2011 (1.ª série) 4 de outubro – 13 de dezembro de 2012 (2.ª série) |
| Irlanda                     | Celebrity MasterChef Ireland                                  | Lorraine Pilkington (narrador) | Dylan McGrath Nick Munier | RTÉ One                                                                  | 14 de julho de 2013 – 18 de agosto de 2013 (1.ª Série) |
| Islândia                    | MasterChef Island                                             | A ser lançado | Ólafur Örn Ólafsson Friðrika Hjördís Geirsdóttir Eyþór Rúnarsson                                                                                    | Stöð 2                                                                   | Novembro de 2012 |
| Israel                      | מאסטר שף (MasterChef Israel)                                  | — | Haim Cohen Eyal Shani Michal Anski Yonatan Rochfeld Rafi Adar (1.ª temporada)                                                                       | Channel 2 Keshet TV                                                      | 14 de outubro de 2010 – presente novembro de 2012 – 29 de janeiro de 2013 (3.ª temporada) |
| Itália                      | MasterChef Italia                                             | — | Bruno Barbieri Joe Bastianich Carlo Cracco | Cielo (2011) Sky Uno (2012)                                              | 21 de setembro de 2011 – 7 de dezembro de 2011 (1.ª temporada) 13 de dezembro de 2012 - 21 de fevereiro de 2013 (2.ª temporada) 19 de dezembro de 2013 (3.ª temporada) |
| Malásia                     | MasterChef Malaysia                                           | Moh Johari Edrus, (Chef Jo) Mohd. Nadzri Redzuawan, (Chef Riz) Zubir Md. Zain, (Chef Zubir) Yahaya Hassan, (Chef Yahaya) Priya Menon, (Chef Priya) | Moh Johari Edrus, (Chef Jo) Mohd. Nadzri Redzuawan, (Chef Riz) (2011) Zubir Md. Zain, (Chef Zubir) Adu Amran Hassan, (Chef Adu) (2012–presente)     | Astro Ria (2011–presente) Mustika HD (2012-2013) Maya HD (2013–presente) | 22 de outubro de 2011 – presente |
| Malásia                     | MasterChef Selebriti Malaysia (MasterChef Celebrity Malaysia) | Moh Johari Edrus, (Chef Jo) Zubir Md. Zain, (Chef Zubir) Adu Amran Hassan, (Chef Adu)                                                              | Moh Johari Edrus, (Chef Jo) Zubir Md. Zain, (Chef Zubir) Adu Amran Hassan, (Chef Adu)                                                               | Astro Ria (2011–presente) Mustika HD (2012-2013) Maya HD (2013–presente) | 26 de maio de 2012 – presente |
| Malásia                     | MasterChef Malaysia All-Stars                                 | Moh Johari Edrus, (Chef Jo) Zubir Md. Zain, (Chef Zubir) Adu Amran Hassan, (Chef Adu)                                                              | Moh Johari Edrus, (Chef Jo) Zubir Md. Zain, (Chef Zubir) Adu Amran Hassan, (Chef Adu)                                                               | Astro Ria (2011–presente) Mustika HD (2012-2013) Maya HD (2013–presente) | 23 de novembro de 2013 |
| Noruega                     | Masterchef Norge                                              | Jenny Skavlan | Eyvind Hellstrøm Jan Vardøen Tom Victor Gausdal | TV3                                                                      | 16 de março de 2010 |
| Nova Zelândia               | MasterChef New Zealand                                        | — | Ray McVinnie Josh Emett Simon Gault Ross Burden (1.ª temporada)                                                                                     | TV One                                                                   | 3 de fevereiro de 2010 – 28 de abril de 2010 (1.ª temporada) 20 de fevereiro de 2011 – 15 de maio de 2011 (2.ª temporada) 21 de fevereiro de 2012 – 12 de junho de 2012 (3.ª temporada) 21 de fevereiro de 2013 – 2 de junho de 2013 (4.ª temporada) |
| Paquistão                   | MasterChef Pakistan                                           | | | Urdu 1                                                                   | 2014 |
| Paraguai                    | MasterChef Paraguay                                           | Paola Maltese | Eugenia Aquino José Torrijos Nicolás Bo Rodolfo Angenscheidt (1ª-2ª temporada)                                                                      | Telefuturo                                                               | 3 de abril de 2018 – presente |
| Peru                        | MasterChef Peru                                               | Gastón Acurio | Astrid Gutsche Mitsuharu "Mich" Tsumura Renato Peralta                                                                                              | América Televisión                                                       | 28 de agosto – 11 de dezembro de 2011 |
| Polônia                     | MasterChef                                                    | Magda Gessler | Magda Gessler Michel Moran Anna Starmach | TVN                                                                      | 2 de setembro de 2012 – 25 de novembro de 2012 (1.ª temporada) 1 de setembro de 2013 – 1 de dezembro de 2013 (2.ª temporada) |
| Portugal                    | MasterChef                                                    | Sílvia Alberto | Justa Nobre Ljubomir Stanisic Chef Cordeiro | RTP1                                                                     | 9 de julho de 2011 – 17 de outubro de 2011 |
| Portugal                    | MasterChef                                                    | Manuel Luís Goucha | Manuel Luís Goucha Rui Paula Miguel Rocha Vieira Nuno Bergonse                                                                                      | TVI                                                                      | 8 de março de 2014 – 31 de maio de 2014 (1.ª temporada) 28 de fevereiro de 2015 – 6 de junho de 2015 (2.ª temporada) |
| Portugal                    | MasterChef Júnior                                             | Manuel Luís Goucha | Manuel Luís Goucha Rui Paula Miguel Rocha Vieira Nuno Bergonse                                                                                      | TVI                                                                      | 22 de maio de 2016 – 31 de julho de 2016(1.ª temporada) |
| Portugal                    | MasterChef Celebridades                                       | Leonor Poeiras | Rui Paula Miguel Rocha Vieira Kiko Martins | TVI                                                                      | 20 de maio de 2017 – 9 de julho de 2017(1.ª temporada) |
| Reino Unido (país original) | MasterChef (nomeado de MasterChef Goes Large de 2005 a 2007)  | Série re-lançada: narrador: India Fisher | Série original: Loyd Grossman (1.ª série até a 10ª) Gary Rhodes (1ª série) Re-lançamento: Gregg Wallace (2005–presente) John Torode (2005–presente) | BBC One (1990–2000, 2009–) BBC Two (2001, 2005–08)                       | Série original: 2 de julho de 1990 – 3 de julho de 2001 (1.ª série até a 11ª) Série re-lançada: 21 de fevereiro de 2005 – presente |
| Reino Unido (país original) | Celebrity MasterChef                                          | Narradora: India Fisher | Gregg Wallace John Torode | BBC One (2006–11 e 2013–presente) BBC Two (2012)                         | 11 de setembro de 2006–presente |
| República Tcheca Eslováquia | MasterChef ČS                                                 | Daniela Peštová | Martin Korbelič Jiří Štift Radek Šubrt | TV Markíza TV Nova                                                       | 31 de agosto de 2012 – presente |
| Romênia                     | MasterChef România                                            | Răzvan Fodor | Florin Dumitrescu Cătălin Scărlătescu Sorin Bontea                                                                                                  | ProTV                                                                    | 20 de março de 2012 – 6 de junho de 2012 (1.ª temporada) 15 de março de 2013 – 28 de maio de 2013 (2.ª temporada]]) |
| Romênia                     | Celebrity MasterChef                                          | Răzvan Fodor | Florin Dumitrescu Cătălin Scărlătescu Sorin Bontea                                                                                                  | ProTV                                                                    | 8 de outubro de 2013 – (1.ª Temporada) |
| Suécia                      | Sveriges mästerkock                                           | — | Leif Mannerström Marcus Aujalay Per Morberg | TV4                                                                      | 12 de janeiro de 2011 – presente |
| Turquia                     | MasterChef Türkiye                                            | Vural Özkandan | Batuhan Zeynioğlu Piatti Murat Bozok Erol Kaynar | Show TV                                                                  | Spring 2010 |
| Ucrânia                     | МастерШеф (MasterChef)                                        | Hector Jimenez-Bravo Mykola Tischenko Anfisa Chehova                                                                                               | Hector Jimenez-Bravo Mykola Tischenko Anfisa Chehova                                                                                                | STB                                                                      | 31 de agosto de 2011 – presente |
| Vietnã                      | MasterChef Vietnam: Vua đầu bếp                               | Luke Nguyen Hoàng Khải Phan Tôn Tịnh Hải Phạm Tuấn Hải                                                                                             | Luke Nguyen Hoàng Khải Phan Tôn Tịnh Hải Phạm Tuấn Hải                                                                                              | VTV3                                                                     | 8 de março de 2013 – 19 de julho de 2013 (1.ª Temporada) |